# Volcán Quetena
El volcán Quetena es un volcán en el cual se encuentra una fisura volcánica, situado en Bolivia, cercano a la laguna Colorada. Su última erupción tuvo lugar en el Holoceno. Su pico se encuentra a 5.730 metros sobre el nivel del mar. Administrativamente está ubicado dentro del municipio de San Pablo de Lípez de la provincia de Sud Lípez en el departamento de Potosí, cercano a la frontera con la República de Chile. Así mismo, está dentro de la Reserva nacional de fauna andina Eduardo Abaroa. A 6,8 km al noreste se encuentra la localidad de Quetena Grande, y a 10 km la localidad de Quetena Chico.